# Gyeongnam Football Club
O Gyeongnam Football Club é um clube de futebol sul-coreano sediado em Changwon, capital da província de Gyeongsang do Sul. O time manda seus jogos no estádio Changwon Football Center.

## História
Fundado em 2006, seu primeiro presidente foi o administrador sul-coreano Park Hang-seo. Em 2007, o Gyeongnam contou com três jogadores brasileiros: Caboré, Popó (Adilson Ferreira de Souza) e Santos. Neste ano o time ficou na quarta colocação da K-League.
em 2008 o time ficou na 8 posição da k league 

em 2009 o time ficou na sétima colocação no campeonato 

em 2010 o time ficou em 6 lugar
em 2011 o time ficou na 8 colocação no campeonato 

em 2012 o time contínuo na 8 colocação no campeonato

em 2013 o time ficou na 11 colocação no campeonato 

em 2014 o time foi muito mal no campeonato ficou na penúltima colocação do campeonato em 11 na rodada de rebaixamento ficou em 5 lugar em penúltimo do grupo é o time foi rebaixado. 
em 2015 o time foi disputar a sua primeira na segunda divisão coreana e a campanha foi ruim novamente ficando em 9 na colocação ficando na penúltima colocação 
em 2016 o time continuou na segunda divisão e ficou em 8 lugar 

em 2017 o time continuou na segunda divisão e fez uma campanha boa, foi campeão do campeonato e ficou em 1 lugar subindo de divisão 

em 2018 o time subiu de divisão e foi disputa a primeira divisão novamente e fez uma boa campanha na temporada normal ficou em 2 lugar é em mata matas ficou em 2 lugar novamente 
em 2019 o time não fez uma temporada muito boa que nem no outro ano na temporada normal o time ficou em 10 decimo lugar é em mata matas o time ficou em penúltimo lugar na rodada de rebaixamento